# Austropyrgus cooma
Austropyrgus cooma is een slakkensoort uit de familie van de Hydrobiidae. De wetenschappelijke naam van de soort is voor het eerst geldig gepubliceerd in 1943 door Tom Iredale als Pupiphryx cooma.